# Markus Palttala
Markus Palttala (ur. 16 sierpnia 1977 roku w Nakkila) – fiński kierowca wyścigowy.

## Kariera
Palttala rozpoczął karierę w międzynarodowych wyścigach samochodowych w 1998 roku od startów w Sport 2000 Tour, gdzie czterokrotnie stawał na podium, a raz zwyciężył. Z dorobkiem 263 punktów uplasował się na piątej pozycji w końcowej klasyfikacji kierowców. W późniejszych latach Fin pojawiał się także w stawce DTC Euro Final, Dunlop Tourenwagen Cup Light, Belgian Procar, Belcar, Niemieckiego Pucharu Porsche Carrera, German Touring Car Challenge, European Superproduction Championship, FIA GT Championship, Porsche Supercup, French GT Championship, Mini Cooper Challenge Belgium, Skandynawskiego Pucharu Porsche Carrera, Le Mans Endurance Series, 24 Hours of Spa, American Le Mans Series, Le Mans Series, 24H Zolder, Belgian GT Championship, Toyo Tires 24H Series-A6, V de V Challenge Endurance Moderne, FIA GT3 Porsche Manufacturers Cup, FIA GT3 European Championship, Finnish GT3 Championship, Spanish GT Championship, FIA GT1 World Championship, Grand American Rolex Series, International GT Open, Blancpain Endurance Series, 24-godzinnego wyścigu Le Mans, VLN Endurance, 24h Nürburgring, FIA World Endurance Championship, NASCAR Whelen Euro Series oraz United Sports Car Championship.

## Wyniki w 24h Le Mans
| Rok  | Zespół               | Partnerzy                         | Samochód            | Klasa  | Okr. | Poz. | Klasa Pos. |
| ---- | -------------------- | --------------------------------- | ------------------- | ------ | ---- | ---- | ---------- |
| 2010 | Marc VDS Racing Team | Eric de Doncker Bas Leinders      | Ford GT1            | GT1    | 26   | NU   | NU         |
| 2012 | JWA-Avila            | Paul Daniels Joël Camathias       | Porsche 911 GT3 RSR | GTE Am | 290  | 33   | 8          |
| 2014 | Prospeed Competition | François Perrodo Emmanuel Collard | Porsche 911 GT3 RSR | GTE Am | 194  | NU   | NU         |